# Große Moschee von Bursa

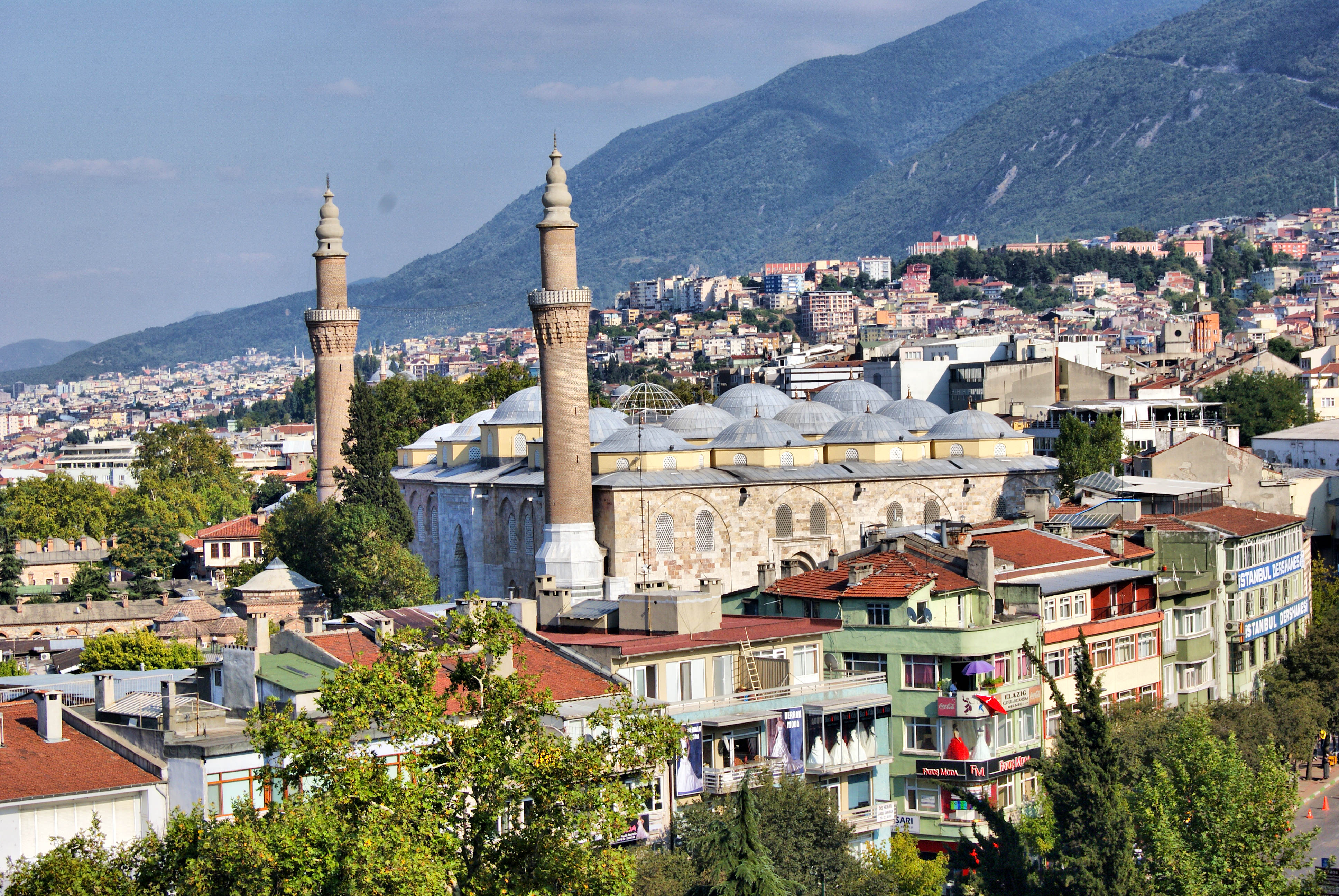
Blick auf die Moschee von Nordwesten

Die Große Moschee (türkisch Ulu Cami) ist eine Freitagsmoschee in der türkischen Stadt Bursa. Das Gotteshaus im frühosmanischen Stil wurde von Sultan Bayezid I. in Auftrag gegeben und zwischen 1396 und 1399 erbaut.

## Geschichte
Die Ulu Cami ist die größte Moschee der Stadt und ein Beispiel für die frühe osmanische Architektur, die noch zahlreiche Elemente der seldschukischen Architektur aufnahm. Architekt Ali Neccar erbaute das Gebäude zwischen 1396 und 1399 im Auftrag des Sultans Bayezid I. Der Legende nach hatte der Sultan gelobt, im Falle seines Sieges in der Schlacht bei Nikopolis im Jahr 1396 zwanzig Moscheen zu errichten, erbaute stattdessen jedoch nur eine einzige Moschee mit zwanzig Kuppeln. 1402 brannte während des Einfalls Timurs die Moschee ab. Erst 19 Jahre später, nach dem Ende des Osmanischen Interregnums, wurde der Bau wieder hergestellt. Feuer zerstörten die Moschee außerdem in den Jahren 1493 und 1889 und Erdbeben 1855 und 1959.

## Architektur

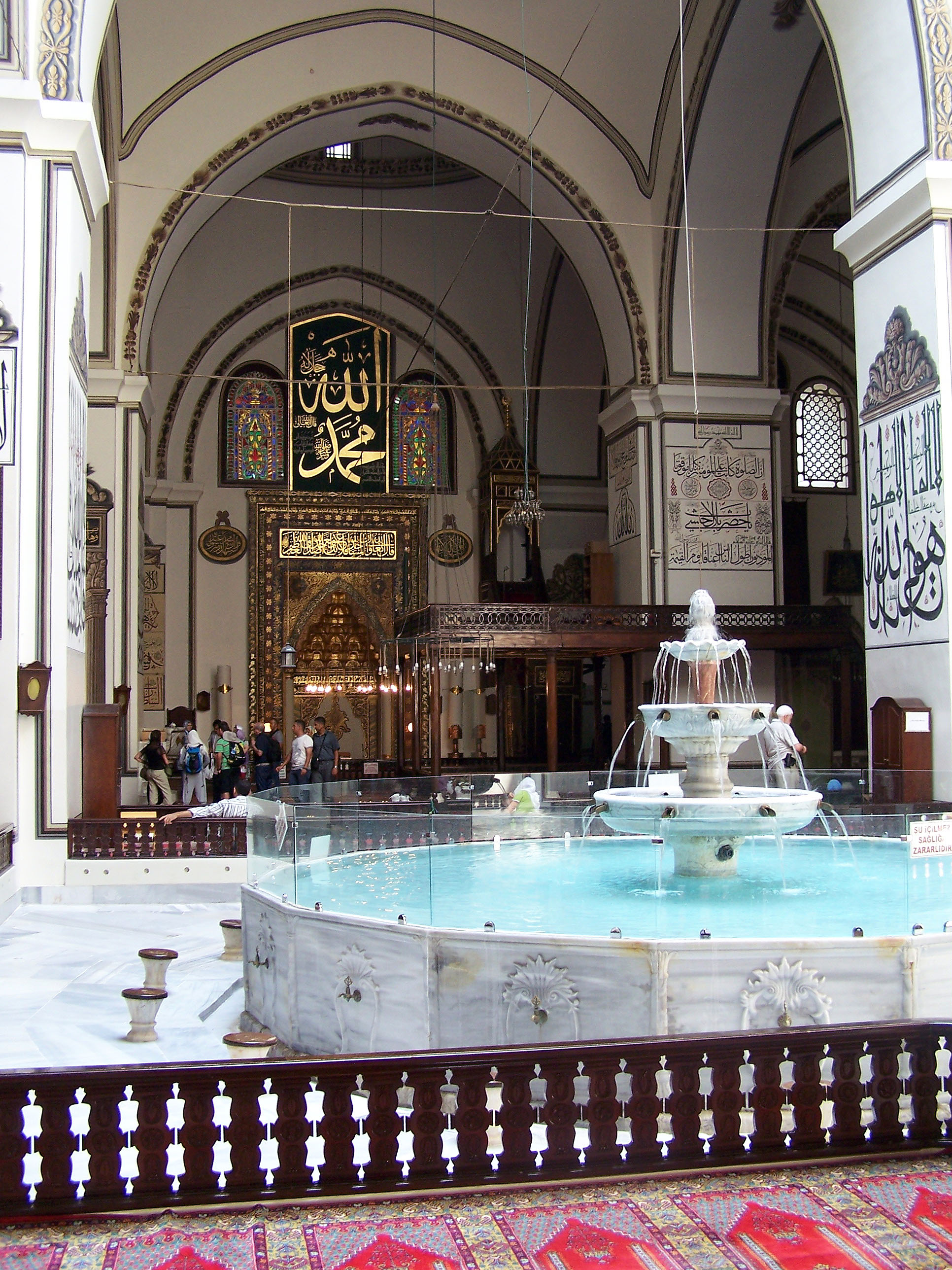
Şadırvan im Inneren der Moschee

Das rechteckige Gebäude besitzt eine 58 × 56 m große, zentrale Gebetshalle und wird von zwanzig Pendentifkuppeln überragt, die in vier Reihen zu je fünf angeordnet sind und von 12 quadratischen Pfeilern getragen werden. Die Fassaden sind durch Spitzbogen-Nischen gegliedert, die die Breite der Kuppeln wieder aufnehmen. Jede Nische wird von je zwei Reihen doppelter Fenster durchbrochen. Zum Zentrum hin werden die Kuppeln höher. Die zweite Kuppel in der Zentralachse war ursprünglich offen und ist heute mit Glas abgedeckt. Unter dieser Kuppel befindet sich ein großer Şadırvan für die rituelle Waschung. Die Türen aller vier Fassaden weisen direkt auf diesen Brunnen. Das Hauptportal befindet sich in der Nordseite, an den nördlichen Ecken des Bauwerks befinden sich zwei Minarette.
Das Innere der Moschee wird von 192 teils monumentalen Kalligrafien und Wandmalereien im Osmanischen Barockstil verziert, welche direkt auf die Wände und Pfeiler, aber auch auf Holztafeln geschrieben sind. Die Vergoldung und Bemalung der rechteckigen, mit „Tropfstein-“ (Muqarnas-) Elementen geschmückten Gebetsnische wird von Aslanapa als geschmacklos bezeichnet. Der mit Elfenbein verzierte Minbar ist ein Werk des Muḥammad bin ʿAbd al-ʿAziz al-Dikkī aus Gaziantep, der zuvor auch den Minbar der saruchanidischen Großen Moschee von Manisa gestaltet hatte. Die Kanzel gilt als Meisterwerk des seldschukisch-osmanischen Übergangsstils. Nach den Zerstörungen des Erdbebens im Jahr 1855 gestaltete der französische Architekt Léon Parvillée die Moschee im Inneren und Äußeren um. So wurden die hölzernen Dächer der Minarette durch steinerne ersetzt.

## Bedeutung
Die Bursa Ulu Camii steht mit den vier weiteren Sultansmoscheen in Bursa (Orhan-Beg-, Hüdavendigar-, Schahadet- und Grüne Moschee) beispielhaft für den „umgekehrten T-“ oder „Bursa-Typ“ der frühosmanischen Moscheearchitektur. Dieser entsteht, indem dem früheren Bautyp des von einer einzelnen Kuppel überwölbten Hauptraums (wie bei der 1333 erbauten Haci-Özbek-Moschee in İznik) ein Portikus oder Son cemaat yeri vorangestellt wird. Im Gegensatz zu den anderen Moscheen besitzt die Große Moschee keinen Portikus, sondern besteht nur aus der elegant proportionierten rechteckigen Gebetshalle. Moscheen dieses Typs wurden bis gegen Ende des 17. Jahrhunderts im ganzen Osmanischen Reich errichtet.

## Galerie

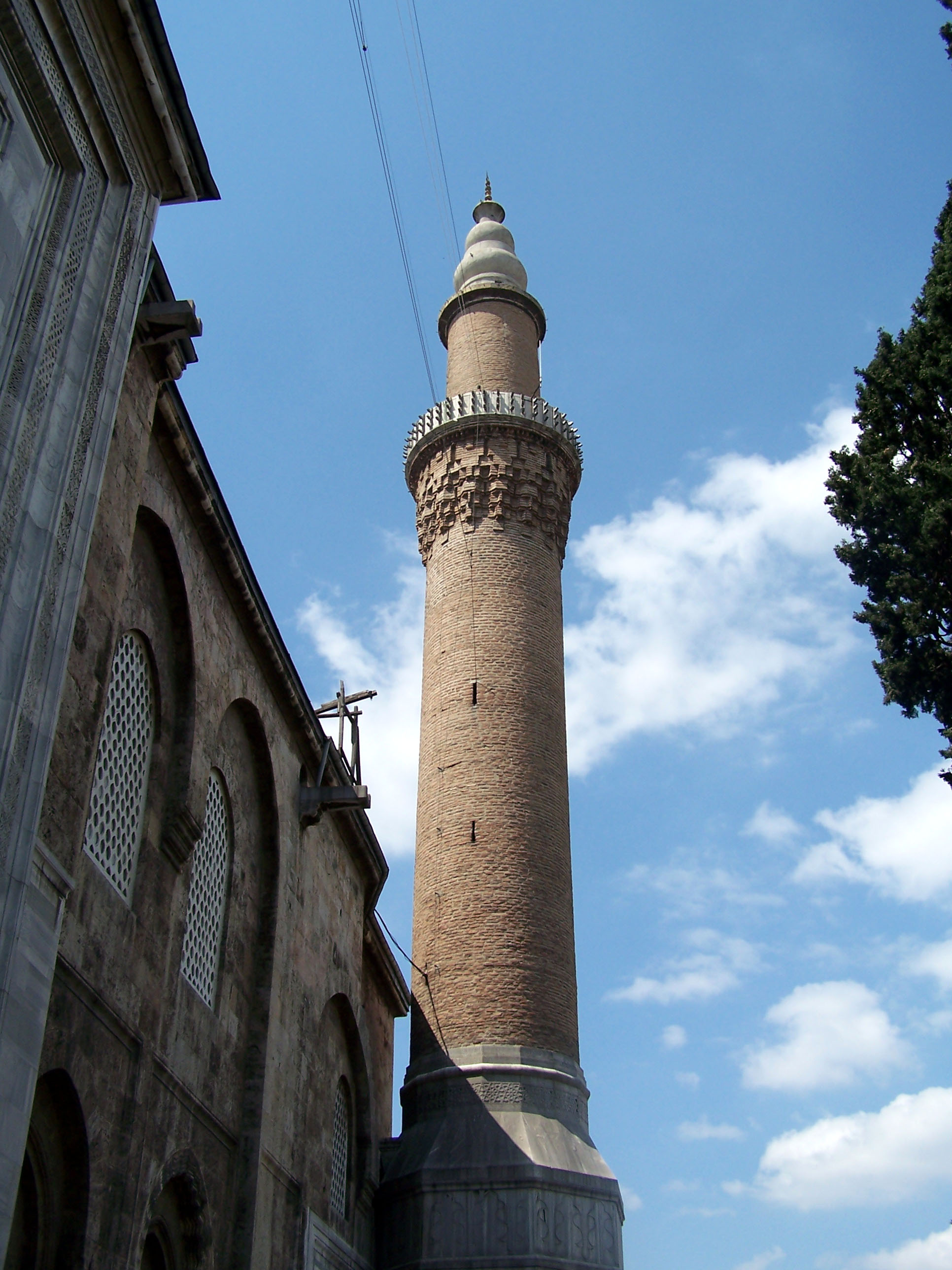
Minarett
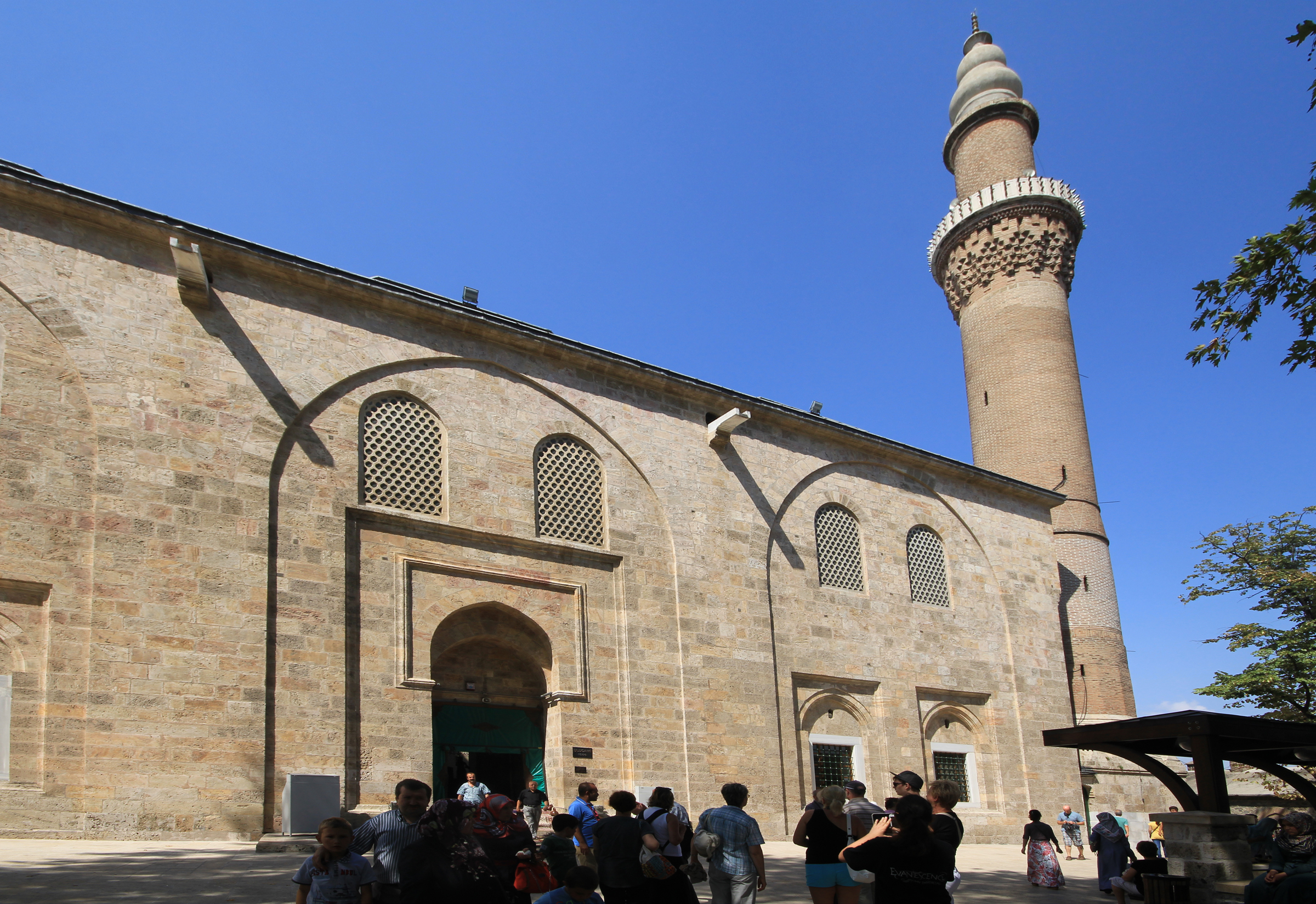
Östliche Fassade
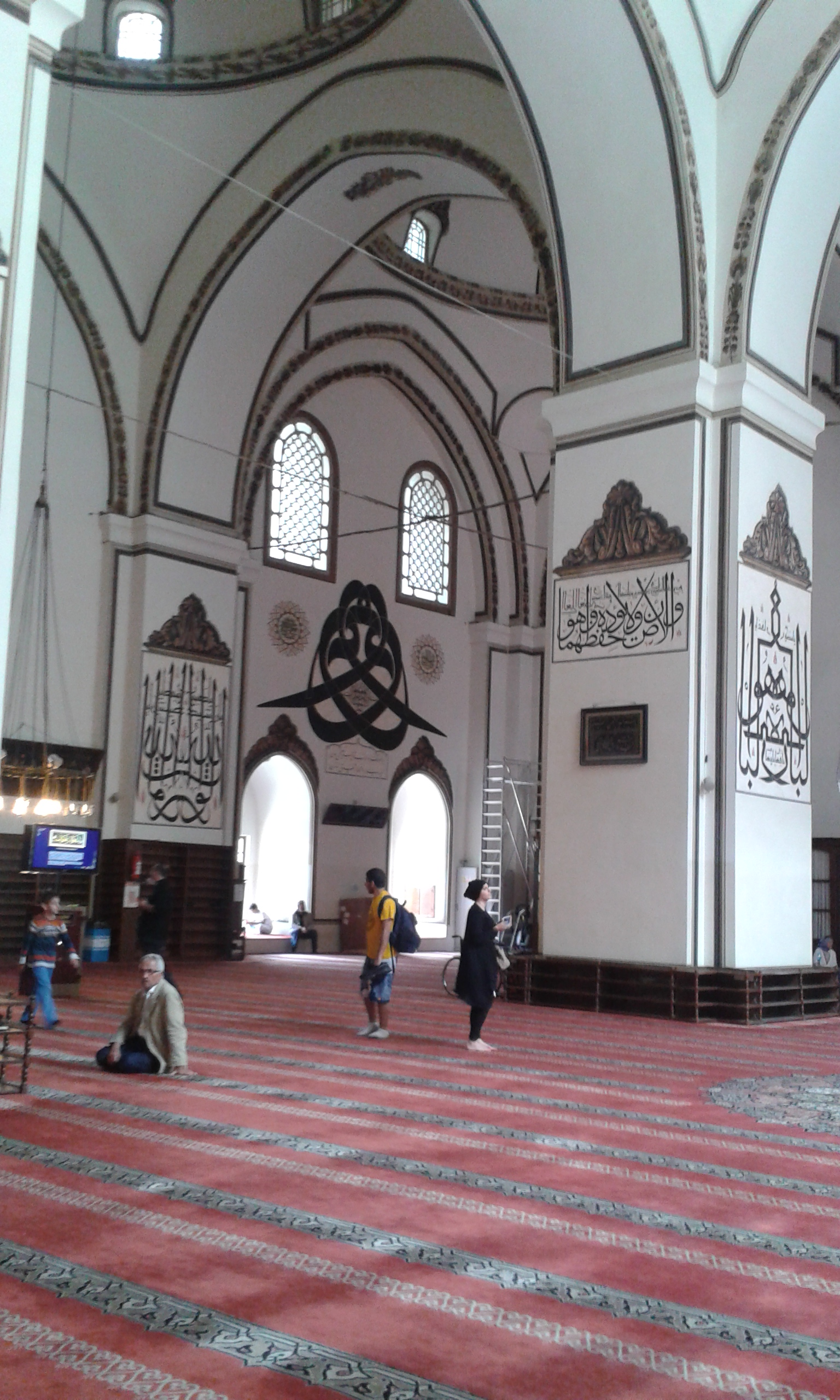
Innenraum
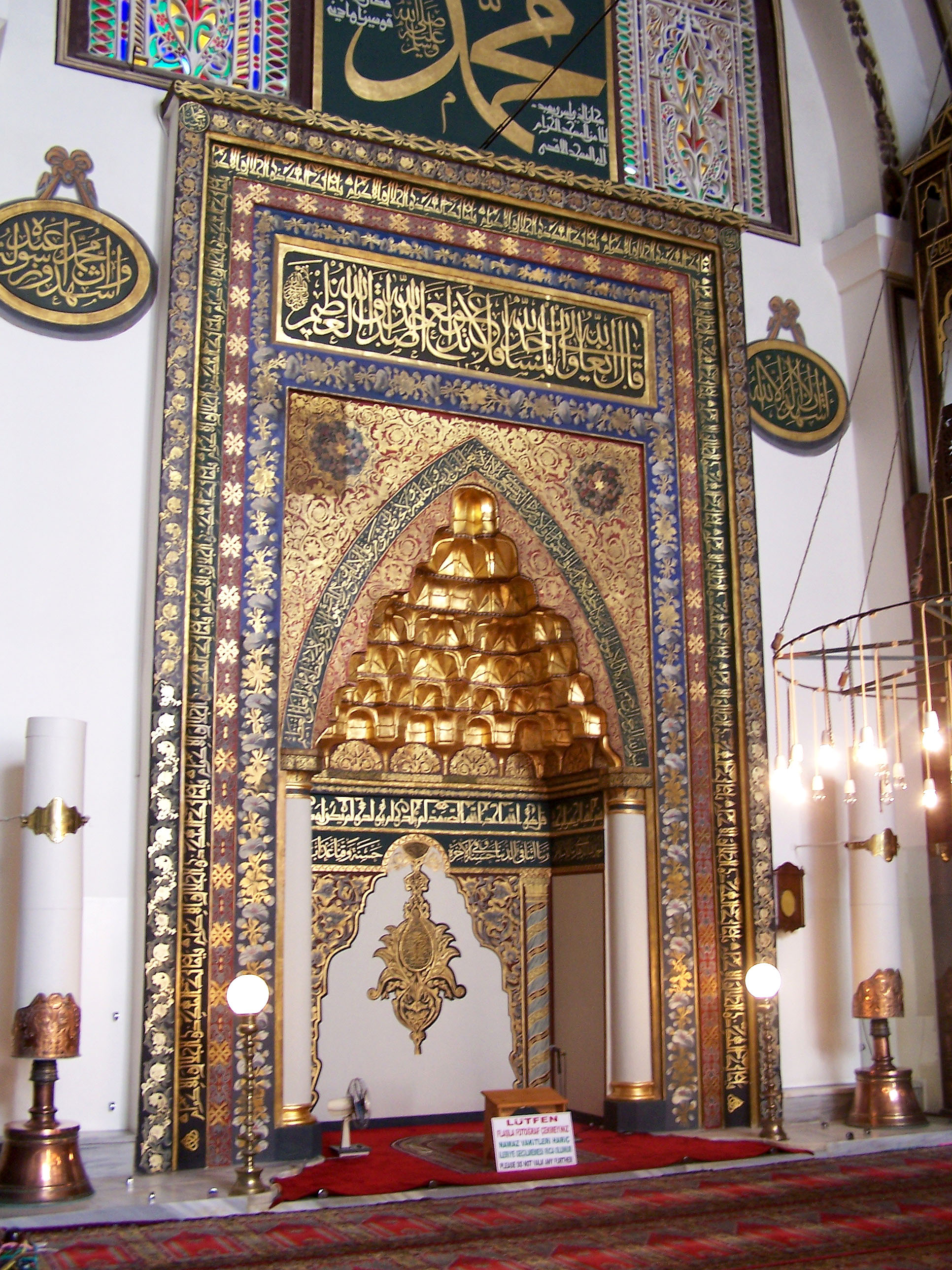
Mihrabnische